# 빛나는 그대에게
《빛나는 그대에게》(일본어: 光る君へ 히카루 키미에[*])는 2024년 1월 7일부터 12월 15일까지 방송된 NHK의 63번째 대하드라마이다. 헤이안 시대 중기의 귀족사회(헤이안 귀족)를 배경으로 한 작품으로 세계에서 가장 오래된 여성 문학으로 불리는 겐지모노가타리를 집필한 무라사키 시키부의 삶을 묘사하였다.

## 등장인물
마히로/도 시키부 - 요시타카 유리코